# Kabbanahalli, Mandya
Kabbanahalli là một làng thuộc tehsil Mandya, huyện Mandya, bang Karnataka, Ấn Độ.